# 유로비전 송 콘테스트 2007

녹색은 참가국, 빨강은 결승전에 올라가지 못한 나라, 노랑은 과거에 참여한 적이 있으나 2007년 콘테스트에 참가하지 않은 나라를 가리킨다.

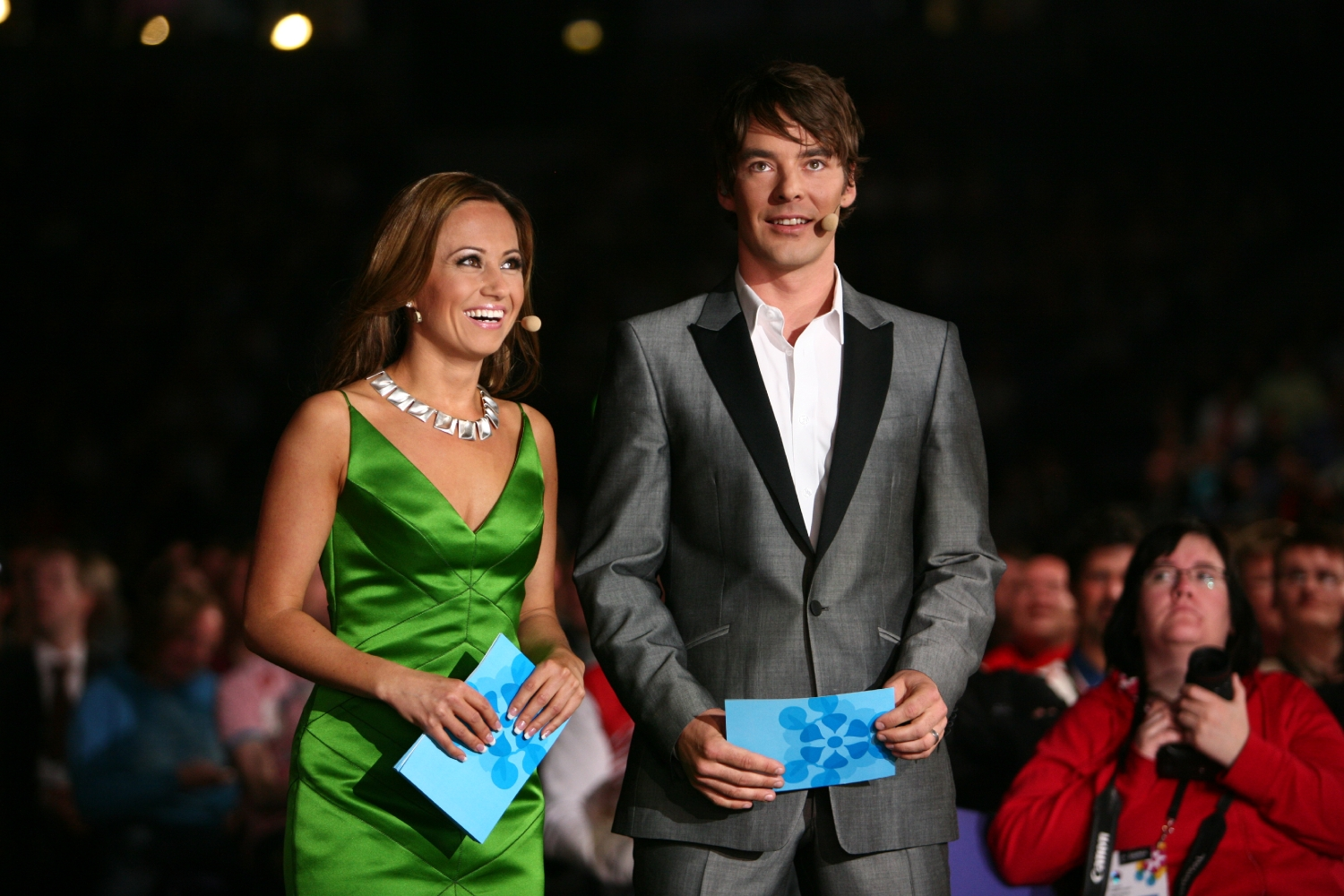
사회자 자나 펠코넨과 미코 레필람피.

유로비전 송 콘테스트 2007(Eurovision Song Contest 2007)은 제52회 유로비전 송 콘테스트이다. 핀란드 하트웰 아레나에서 5월 10일부터 5월 12일까지 개최한 이 콘테스트는 독립국 세르비아가 처음 등장하여 우승하였다. 당시 방송을 담당한 방송국은 핀란드 국영 방송(YLE)이다.
유로비전 송 콘테스트 2006에서 핀란드 대표 헤비 메탈 밴드의 로디(Lordi)가 우승하면서 핀란드는 본 대회의 주최권을 획득하였다. 핀란드에서 유로 비전 송 콘테스트가 열린 것은 최초의 일이다. 대회 개최를 위한 예산으로 13백 만 유로가 제시되었다. 개최지 후보에는 헬싱키뿐 아니라 에스포, 투르쿠, 탐페레 등도 이름이 올랐다. 핀란드의 야나 펠코넨(Jaana Pelkonen)과 음악가 미코 레필람피가 사회를 맡았다. 크리세 살미넨(Krisse Salminen)이 분장실에서의 인터뷰 등을 맡았다. 대회에는 모두 42개국이 참가하면서 사상 최고를 경신하였다.
2006년 대회에서 로디의 하드 록 할렐루야가 처음으로 우승한 뒤로, 이번 대회에서는 전부터 유로비전의 주류를 차지하고 있던 소프트 팝, 슐라거 스타일이 아닌 록의 대표곡들이 많이 등장하였다. 이러한 경향은 2008년 대회, 2009년 대회에서도 계속되었다.